# Informacyjny wpływ społeczny
Informacyjny wpływ społeczny to zjawisko psychiczne, występujące wówczas, gdy brak jasnych reguł, jakie zachowanie jest w danej chwili poprawne. 
Taka reakcja zwykle następuje w nowych, zaskakujących albo kryzysowych sytuacjach, a więc wtedy, gdy reakcje nie są do końca zaplanowane. Zachowanie innych staje się wówczas ważnym źródłem informacji i jest wykorzystywane do wybierania właściwych kierunków działania. 
Informacyjny wpływ społeczny kończy się zwykle akceptacją, gdy ludzie szczerze wierzą w to, co inni mówią i robią. Strach i lęk, niepewność, zakłopotanie, panika zwiększają wiarę w to, że inni mogą doradzić, jakie zachowanie jest stosowne. 
Silne emocje mogą powodować zachowaniem na przykład inwestorów giełdowych, którzy nigdy nie mogą być pewni co do przyszłych ruchów cen, więc mogą być skłonni do działania pod wpływem impulsu od innych.